# Lachnostoma ecuadorense
Lachnostoma ecuadorense är en oleanderväxtart som beskrevs av Morillo. Lachnostoma ecuadorense ingår i släktet Lachnostoma och familjen oleanderväxter. Inga underarter finns listade i Catalogue of Life.